# Jerònima de Grevalosa i Romeu
Jerònima de Grevalosa i Romeu (?, - 28 de febrer de 1621) noble, Senyora de Castellar. Era filla de Galceran de Grevalosa, heretar del seu pare el feu de Castellar amb el seu molí, la quadra de les Coromines i el mas de Puigdòdena.
Jerònima es va casar amb Francesc de l'Orde i Sallent, senyor del Castell d'Orpí. Els capítols matrimonials van ser firmats pel febrer de 1577 al Monestir de Montserrat. Francesc de l'Orde el 6 de novembre de 1584 prenia possessió del Castell en nom de la seva muller Jerònima de Grevalosa. El dia 28 de novembre de 1584 Francesc fer inventari del Castell que fou documentat pel notari Gaspar Jofre d'Igualada.
El 1607 Jerònima firma un ban que posava fre al relaxament de les costums de l'època i que prohibia entra altres coses: Jurar en nom de Déu, treballar en diumenge i el joc. També posar ordre al dret de castellatge, les pastures i ramats, la data de veremar i respectar les propietats del castell.
Va fer testament el dia 8 de juliol de 1612 fent hereu a Francesc d'Amat i de Grevalosa. Morir el 28 de febrer de 1621, sense fills i vídua.